# Дламини, Амброз Мандвуло
Амброз Мандвуло Дламини (англ. Ambrose Mandvulo Dlamini свати Ambrose Mandvulo Dlamini; 5 марта 1968 — 13 декабря 2020) — эсватининский государственный деятель, десятый премьер-министр Эсватини. До своего назначения он занимал должность генерального директора MTN Swaziland.

## Биография
Дламини родом из Мбекелвени и Нхланхлени. Его прадед, принц Малунге, был дядей короля Собхузы II. Он сын вождя Мандвуло. Он окончил тогдашний Университет Свазиленда и получил степень магистра делового администрирования в Университете Хэмптона. Работал в разных банках (в том числе в Standard Bank), занимал руководящие должности. Он стал генеральным директором Nedbank (2003—2010) и телекоммуникационной компании MTN Swaziland (2010—2018), входящей в южноафриканскую MTN Group.

## Премьер-министр Эсватини
27 октября 2018 года король Мсвати III объявил на собрании в королевском краале в Лобамба, что Дламини станет следующим премьер-министром страны, сменив на этом посту Барнабас Сибусисо Дламини, который умер в предыдущем месяце после выборов 2018 года. У Дламини нет опыта в политике. Умер от COVID-19 13 декабря 2020 года находясь на лечении в ЮАР.